# Jakob Friis-Hansen
Jakob Friis-Hansen (Copenaghen, 6 marzo 1967) è un allenatore di calcio ed ex calciatore danese.

## Carriera

### Giocatore

#### Club
La prima squadra di Friis-Hansen fu il Boldklubben 1903. Esordì in campionato nel 1983.
Nel 1987 venne ceduto al Lyngby Boldklub, con cui giocò 25 partite segnando 4 gol. Un anno dopo tornò al Boldklubben 1903.
Nel 1989 si trasferì in Francia per giocare con il Lilla. Nelle sette stagioni trascorse a Lilla fu un titolare inamovibile e collezionò più di 200 presenze.
Nel 1995 lasciò il Lilla e passò al Bordeaux. Con gli aquitani raggiunse la finale di Coppa UEFA, persa contro il Bayern Monaco. Friis-Hansen giocò sia all'andata che al ritorno.
A fine stagione si trasferì in Germania per giocare con l'Amburgo, vi restò per una stagione prima di ritirarsi.

#### Nazionale
Il 27 luglio 1982 esordì con la Nazionale danese Under-17 contro i coetanei della Svezia.
In totale giocò 14 partite con l'Under-17.
L'11 settembre dello stesso anno esordì anche con la Nazionale Under-19 e il 10 settembre 1985 esordì con l'Under-21.
Friis-Hansen giocò 56 partite con le Nazionali giovanili della Danimarca, prima di esordire con la Nazionale maggiore il 5 settembre 1990 contro la Svezia. Allora la sua squadra di club era il Lilla.
Giocò diverse partite valide per la qualificazione a Euro '92. Gli scandinavi riuscirono a qualificarsi ma Friis-Hansen non fu convocato per la manifestazione che si svolse nella vicina Svezia e si concluse proprio con la vittoria della Danimarca.
Non fu escluso però dalla FIFA Confederations Cup che si tenne nel 1995. In Arabia Saudita, battendo in finale i campioni in carica dell'Argentina, la Danimarca vinse per la prima volta il trofeo e diventò anche la prima Nazionale europea ad aggiudicarselo.
In totale giocò 19 partite senza mai segnare, l'ultima di queste il 9 novembre 1996 contro la Francia a Copenaghen.

### Allenatore
Dopo il ritiro ha intrapreso la carriera da allenatore.
Dal 2003 al 2007 ha allenato l'Hellerup Idræts Klub.
Nel mese di luglio del 2007 ha preso il posto di Peer Hansen sulla panchina del Boldklubben Fremad Amager. A giugno del 2008 è stato sostituito da Michael Madsen.
Il 6 luglio 2012 viene ufficializzato nello staff della Fiorentina ricoprendo il ruolo di collaboratore dell'area tecnica-sportiva.

## Statistiche

### Cronologia presenze e reti in nazionale
| Cronologia completa delle presenze e delle reti in nazionale ― Danimarca | Cronologia completa delle presenze e delle reti in nazionale ― Danimarca | Cronologia completa delle presenze e delle reti in nazionale ― Danimarca | Cronologia completa delle presenze e delle reti in nazionale ― Danimarca | Cronologia completa delle presenze e delle reti in nazionale ― Danimarca | Cronologia completa delle presenze e delle reti in nazionale ― Danimarca | Cronologia completa delle presenze e delle reti in nazionale ― Danimarca | Cronologia completa delle presenze e delle reti in nazionale ― Danimarca |
| Data                                                                     | Città                                                                    | In casa                                                                  | Risultato                                                                | Ospiti                                                                   | Competizione                                                             | Reti                                                                     | Note                                                                     |
| ------------------------------------------------------------------------ | ------------------------------------------------------------------------ | ------------------------------------------------------------------------ | ------------------------------------------------------------------------ | ------------------------------------------------------------------------ | ------------------------------------------------------------------------ | ------------------------------------------------------------------------ | ------------------------------------------------------------------------ |
| 5-9-1990                                                                 | Västerås                                                                 | Svezia                                                                   | 0 – 1                                                                    | Danimarca                                                                | Amichevole                                                               | -                                                                        | 46’                                                                      |
| 9-4-1991                                                                 | Odense                                                                   | Danimarca                                                                | 1 – 1                                                                    | Bulgaria                                                                 | Amichevole                                                               | -                                                                        |                                                                          |
| 4-9-1991                                                                 | Reykjavík                                                                | Islanda                                                                  | 0 – 0                                                                    | Danimarca                                                                | Amichevole                                                               | -                                                                        |                                                                          |
| 31-3-1993                                                                | Copenaghen                                                               | Danimarca                                                                | 1 – 0                                                                    | Spagna                                                                   | Qual. Mondiali 1994                                                      | -                                                                        | 75’                                                                      |
| 28-4-1993                                                                | Dublino                                                                  | Irlanda                                                                  | 1 – 1                                                                    | Danimarca                                                                | Qual. Mondiali 1994                                                      | -                                                                        |                                                                          |
| 25-8-1993                                                                | Copenaghen                                                               | Danimarca                                                                | 4 – 0                                                                    | Lituania                                                                 | Qual. Mondiali 1994                                                      | -                                                                        |                                                                          |
| 8-9-1993                                                                 | Tirana                                                                   | Albania                                                                  | 0 – 1                                                                    | Danimarca                                                                | Qual. Mondiali 1994                                                      | -                                                                        | 54’                                                                      |
| 17-11-1993                                                               | Siviglia                                                                 | Spagna                                                                   | 1 – 0                                                                    | Danimarca                                                                | Qual. Mondiali 1994                                                      | -                                                                        |                                                                          |
| 26-5-1994                                                                | Copenaghen                                                               | Danimarca                                                                | 1 – 0                                                                    | Svezia                                                                   | Amichevole                                                               | -                                                                        | 46’                                                                      |
| 17-8-1994                                                                | Copenaghen                                                               | Danimarca                                                                | 2 – 1                                                                    | Finlandia                                                                | Amichevole                                                               | -                                                                        |                                                                          |
| 7-9-1994                                                                 | Skopje                                                                   | Macedonia                                                                | 1 – 1                                                                    | Danimarca                                                                | Qual. Euro 1996                                                          | -                                                                        |                                                                          |
| 12-10-1994                                                               | Copenaghen                                                               | Danimarca                                                                | 3 – 1                                                                    | Belgio                                                                   | Qual. Euro 1996                                                          | -                                                                        |                                                                          |
| 16-11-1994                                                               | Siviglia                                                                 | Spagna                                                                   | 3 – 0                                                                    | Danimarca                                                                | Qual. Euro 1996                                                          | -                                                                        | 42’ 64’                                                                  |
| 10-1-1995                                                                | Riyadh                                                                   | Danimarca                                                                | 1 – 1 (4 – 2 dtr)                                                        | Messico                                                                  | Coppa re Fahd 1995 - 1º turno                                            | -                                                                        | 39’                                                                      |
| 13-1-1995                                                                | Riyadh                                                                   | Argentina                                                                | 0 – 2                                                                    | Danimarca                                                                | Coppa re Fahd 1995 - Finale                                              | -                                                                        |                                                                          |
| 29-3-1995                                                                | Limassol                                                                 | Cipro                                                                    | 1 – 1                                                                    | Danimarca                                                                | Qual. Euro 1996                                                          | -                                                                        | 46’                                                                      |
| 14-8-1996                                                                | Göteborg                                                                 | Svezia                                                                   | 0 – 1                                                                    | Danimarca                                                                | Amichevole                                                               | -                                                                        | 57’                                                                      |
| 1-9-1996                                                                 | Lubiana                                                                  | Slovenia                                                                 | 0 – 2                                                                    | Danimarca                                                                | Qual. Mondiali 1998                                                      | -                                                                        |                                                                          |
| 9-11-1996                                                                | Copenaghen                                                               | Danimarca                                                                | 1 – 0                                                                    | Francia                                                                  | Amichevole                                                               | -                                                                        |                                                                          |
| Totale                                                                   |                                                                          | Presenze                                                                 | 19                                                                       |                                                                          | Reti                                                                     | 0                                                                        |                                                                          |

## Palmarès

### Giocatore

#### Nazionale
- Confederations Cup: 1

1995